# Polyphonic Size
Polyphonic Size est un groupe belge de new wave, originaire de Bruxelles. Il est formé en 1979 par Roger-Marc Vande Voorde. Mixant guitares électriques et synthétiseurs, textes en anglais ou en français (parfois même en allemand ou en japonais), la plupart des disques de Polyphonic Size ont été produits par Jean-Jacques Burnel, des Stranglers.

## Historique

### 1979-1984
Le premier 45 tours de Polyphonic Size, Algorhythmic EP, sort en décembre 1979, sur un nouveau label indépendant fondé par Michel Lambot, Sandwich Records. Après un deuxième EP, Pragmatic Songs, Roger-Marc contacte Jean-Jacques Burnel, qui propose de produire le 45 tours suivant, Nagasaki, mon amour. Cette collaboration se poursuit sur plusieurs disques, dont une version différente du classique des Rolling Stones, Mother's Little Helper. Après plusieurs variantes, le groupe se stabilise avec Roger-Marc Vande Voorde (chant, guitare, claviers, électronique), Kloot Per W (basse, vocaux), Martine Bourlée (chant, percussions) et France Lhermitte (chant, percussions). Dominique Buxin signera presque tous les textes de Polyphonic Size, bien qu'il n'apparaisse jamais sur scène ni sur aucune pochette de disque. Très proche de JJ Burnel, le groupe gardera néanmoins sa personnalité, moins sombre, plus européenne, que The Stranglers.
Le 3 avril 1981, Polyphonic Size donne son premier concert, au First Belgian Rhythm Box Contest, à Bruxelles. Le tout premier concert de Polyphonic Size est mixé live par Daniel B. (Front 242) au Beursschouwburg. Live for Each Moment / Vivre pour chaque instant, premier album de Polyphonic Size, sort aussi en 1981. Toujours produit par JJ Burnel, c'est probablement leur meilleur disque, sur lequel figurent deux chefs-d'œuvre du groupe : Winston et Julia (d'après 1984, de George Orwell), et Je t'ai toujours aimée (enregistré en 2 heures, avec JJ Burnel au chant et à la basse). En novembre, le groupe part en tournée à travers l'Europe, dont Les Bains Douches, à Paris, concert enregistré et retransmis par Bernard Lenoir sur France Inter.
Polyphonic Size signe chez Virgin Records, et sort en janvier 1984 un deuxième album, Walking Everywhere, réalisé à Londres. Plus axé sur les synthétiseurs, il comprend le single Walking Class Hero, et plusieurs invités, dont Daniel B et Dave Greenfield (The Stranglers). Une nouvelle tournée européenne suit, sans France Lhermitte, remplacée par Ann VW.

### 1985-1991
La deuxième partie des années 1980 est plus difficile pour Polyphonic Size, qui doit d'abord faire face à des problèmes de contrat et de conflits avec sa maison de disques. Durant cette période, de nombreuses démos sont enregistrées, la plupart toujours inédite. La formation du groupe subit plusieurs changements, mais reste axée autour de Roger-Marc Vande Voorde et Martine Bourlée. En 1987, Polyphonic Size joue à Moscou, Irkoutsk et Pékin, dans le cadre d'un échange culturel Belgique-URSS-Chine qui a transformé le Transsibérien en résidence artistique. Le 24 mai 1988, le groupe donne un concert au Marquee Club, de Londres. Le 6 avril 1989, ils sont au Printemps de Bourges, en première partie de JJ Burnel pour la sortie de son deuxième album solo, Un jour parfait, auquel Dominique Buxin a collaboré.
Après un nouveau 45 tours en 1986 (L'Amour / Everybody Needs Your Sex), Polyphonic Size sort enfin un nouvel album en 1988, The Overnight Day, produit par Nigel Gray, avec un son plus pop, et une reprise de Michel Polnareff, Tout tout pour ma chérie. De nouvelles sessions studios débutent en Angleterre en juin 1989 avec la participation de Daniel Darc, qui signe plusieurs textes. Ces derniers enregistrements paraissent en 1991 sur The Prime Story, compilation/best-of de Polyphonic Size. Mais les années 1980 se terminent, et en novembre 1991, le P. Size Info Service annonce la séparation (provisoire) du groupe.

### Retour
En 2009, VOD Records sort un coffret de quatre albums vinyles, plus un 25 cm, comprenant l'intégrale de Polyphonic Size 1979-1982 plus deux heures d'inédits, démos et outtakes. La même année, Roger-Marc Vande Voorde déclare à propos du groupe : « Je nous vois comme un minuscule grain de sable dans La Grande Muraille de Chine de la musique. On a essayé de montrer une autre voie, de ne pas tomber dans la "popasse", la routine... Construire quelque chose de nouveau. Dans cette optique, c'est normal de se retirer quand on estime avoir dit tout ce qu'on avait à dire. »
Le groupe se reforme en avril 2010, avec Roger-Marc, France et Kloot Per W, plus les deux filles de Martine et Roger-Marc : Mandy (claviers) et Alice (guitare). Ensemble, ils donnent deux concerts à Bruxelles les 30 avril et 5 mai, avec JJ Burnel en invité, qui chante pour la première fois sur scène Je T'Ai Toujours Aimée. En septembre, ils sont au Botanique, au Festival des Nuits Du Soir. Début 2011, Kloot Per W quitte PS, remplacé par Mika Nagazaki, bassiste de Ghinzu. De juillet 2011 à fin 2012, Jill et Géraldine (par ailleurs membres du groupe belge Les Vedettes) remplacent France Lhermitte aux vocaux.

## Discographie

### Albums studio
- 1982 : Live For Each Moment / Vivre pour chaque instant (Sandwich Records (Belgique) / New Rose Records (France))
- 1984 : Walking Everywhere (Virgin Records)
- 1988 : The Overnight Day (New Rose)

### Compilations
- 1991 : The Prime Story (compilation, best of) (PIAS)
- 2009 : Saison 1979-1982 (coffret vinyle avec l'intégrale 79-82 + inédits (Vinyl On Demand)
- 2013 : Earlier/Later (compilation vinyle avec un titre inédit (Minimal Wave)

### EP
- 1979 : Algorhythmic EP
- 1980 : Pragmatic Songs
- 1980 : Nagasaki, mon amour/Hiroshima 1945
- 1981 : PS (maxi 5 titres)
- 1981 : Nagasaki, mon amour/Kyoto (version)
- 1982 : Polyphonic Size (maxi 5 titres)
- 1982 : Mother's Little Helper
- 1982 : Winston et Julia (remix)
- 1982 : Je t'ai toujours aimée
- 1983 : Night Is Coming On/RDA-RFA (dans les gares)
- 1984 : Walking Class Hero/Happy Couples
- 1986 : L'Amour/Everybody Needs Your Sex
- 1988 : Le Soleil des voyous / Leave the World
- 1988 : Tell Me/Do the Ouagadougou (1988)
- 1991 : Nosotros/Ton physique
- 1991 : Tomorrow/Tomorrow (hard mix)

### Compilations
- B9 (LP Sandwich Records comprenant 1 titre inédit de Polyphonic Size, 1981)
- Mask Production, concert in Gent (compilation live avec 2 titres de Polyphonic Size, 1984)

### Cassettes
- Black Cassette (studio 79-87)
- Live Cassette (82-88)
- Polyphonic Size '89